# Kopparberg

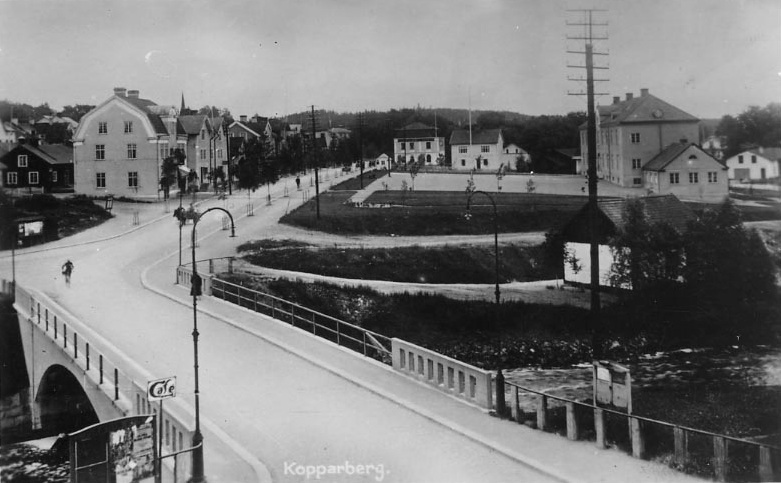
Kopparberg, omstreeks 1920

Kopparberg is een plaats in het landschap Västmanland in Midden-Zweden. Het is tevens de hoofdplaats van de gemeente Ljusnarsberg, die tot de provincie Örebro län behoort. Het aangrenzende Bångbro wordt tot Kopparberg gerekend. De plaats is een voormalig mijnwerkersstadje gelegen aan rijksweg 63. De plaats heeft 3189 inwoners (2005) en een oppervlakte van 675 hectare.

## Inwoners
Kopparberg telt circa 3.200 inwoners. Het inwonertal nam de afgelopen 40 jaar gestaag af. Er treedt vergrijzing op doordat de jongeren naar grotere steden wegtrekken voor onderwijs, werk en vertier. De Universiteit van Örebro heeft een grote aantrekkingskracht, maar ook werk in stadsregio's als Stockholm is een belangrijke reden voor jongeren om weg te trekken uit Kopparberg. Een deel van de jongeren die wegtrekken, keert later als gepensioneerden terug om van de rust te genieten die Kopparberg biedt.
De grootste politieke beweging in de gemeente is Socialdemokraterna, een sociaaldemocratische partij, met 14 zetels in de gemeenteraad. De Socialdemokraterna werken samen met Vänsterpartiet, een extreemlinkse partij, die twee zetels heeft. Gezamenlijk hebben deze partijen de kleinst mogelijke meerderheid in een gemeenteraad met 31 leden. De oppositie wordt gevormd door Centerpartiet en het lokale Kraftsamling för Ljusnarsberg, twee liberale partijen met ieder 5 zetels, en door de Moderaterna, een conservatieve partij met 3 zetels. Daarnaast hebben de Sverigedemokraterna, een extreemrechtse partij, twee zetels in de raad, waarvan slechts een zetel daadwerkelijk bezet is.

## Ligging
Kopparberg is gelegen in een bergachtig gebied in Midden-Zweden, genaamd Bergslagen (letterlijk "Bergwet"). De naam verwijst naar de specifieke wetten die in dat gebied golden m.b.t. mijnbouw en belasting op de opbrengst daarvan. Dit gebied werd als een van de laatste in Zweden bevolkt. Verschillende soorten planten en paddenstoelen kunnen alleen in Bergslagen gevonden worden.

## Toerisme
Bezienswaardigheden
Onder de bezienswaardigheden van Kopparberg vallen onder andere de kerk Kopparberg, Gillersklack (skiën, wandelen en fietsen), Finngruvan (oude kopermijnen ten noorden van het stadje), de goed bewaarde resten van de kopermijnen (Ljusnarsfältet) dicht bij de dorpskern en zeker ook de natuur. Een bijzondere manier om van die natuur te genieten is het wandelen langs de Bergslagsleden. Dit is een lange afstandswandelroute dwars door Örebro län. De tweede etappe start bij Gillersklack.
Cultuur & Evenementen
Tijdens het laatste weekend van september vindt de jaarmarkt van Kopparberg plaats. Deze markt wordt als de op twee na grootste markt van Zweden beschouwd. Jaarlijks trekken er circa 125.000 mensen naar Kopparberg, afhankelijk van het weer, op vrijdagmiddag en -avond (als de kermis begint, die doorgaat tot zondagmiddag), op zaterdag en op zondag. Vele moderne artikelen worden te koop aangeboden: kleding, schoenen, sieraden, elektronica, huishoudelijke artikelen en etenswaren. Ook is er live entertainment. Een deel van de markt heeft een meer traditioneel karakter en biedt plaats aan lokale producenten van levenswaren en ambachtelijke producten. De traditionele markt (gammalmarknaden) vindt plaats op het terrein van de mooi gerestaureerde Stora Gården.
Jaarlijks, eind juni begin juli, vindt er het jaarlijkse goudwaskampioenschap plaats. De Zweedse goudwaskampioenschappen zijn er een aantal keer gehouden en Kopparberg was ook het toneel voor de wereldkampioenschappen Goudwassen.
Een keer per jaar wordt er ook een mineralenmarkt georganiseerd, die wordt gezien als de grootste in Europa.
Winnaar van de Toerismeprijs 2007 is Opera på Skäret, een jaarlijks operafestival.
Filatelisten kennen Kopparberg van een wereldberoemde postzegel, de Treskilling, waarvan beweerd wordt dat dit de duurste zegel ter wereld is. De zegel is een misdruk en geel in plaats van groen en is in het postkantoor van Kopparberg op 13 juli 1857 afgestempeld. Ieder jaar, op 13 juli, worden door de plaatselijke historische vereniging de Treskillingdagen georganiseerd.

## Geschiedenis
Mijnen van Kopparberg
Volgens hedendaagse aanname, sloeg er ongeveer 14,5 miljoen jaar geleden een meteoriet in aan de westnoordwestkant van de stad. Dit gebied is rijk aan mineralen en een grote variatie van mineralen kan dan ook gevonden worden in de regio. Koper werd al ontdekt in 1634 direct aan de oppervlakte van de heuvels die nu deel uitmaken van de plaats Kopparberg zelf en het gebied dat zich uitstrekt naar het noorden. Dit gegeven verspreidde zich al snel en trok veel gelukzoekers naar Kopparberg. Het werken in de mijnen was zeer zwaar, vooral in de winter. Voor Finnen die vaak het slachtoffer werden van de regelmatig oplaaiende conflicten tussen Zweden en Rusland, bood dit zware werk echter een uitweg en zij waren diegene die het koper begonnen te delven. De bekendste en grootste mijn van Kopparberg is de Nya Kopparbergsgruvan in het Ljusnarsbergsfältet, die net buiten de stad gelegen is. Gedurende enige tientallen jaren kon erts van hoge kwaliteit gewonnen worden. Het erts had een hoog kopergehalte met sporen van zilver en goud. Na die rijke beginperiode balanceerde de kopermijnen in het gebied vaak op de rand van economisch rendabele exploitatie. Enkele kilometers noordelijk van Kopparberg liggen de mooi bewaard gebleven mijnputten van de Finngruvan.
Kerk van Kopparberg
De kerk van Kopparberg, Ljusnarsbergs Kyrka, werd in 1635 gebouwd. De kerk werd verkozen tot mooiste kleine kerk van Zweden in een verkiezing gehouden door het Zweedse tijdschrift Året Runt in februari 2006. Kopparberg ligt in de parochie Ljusnarsberg van het diocees Västrås. De kerk is een fraai voorbeeld van traditionele houtbouw. De kerk wordt gebruikt voor de gebruikelijke zondagse kerkdienst, maar is ook de plaats waar veel schoolse hoogtijdagen, zoals het Luciafeest en de schoolafsluiting worden gevierd.
In 1674 werd er een verblijf gebouwd voor de klokkenluider. Het gebouw wordt tot op de dag van vandaag aangeduid als de Klokkenluidershof (Klockargården) en is sinds 2009 in gebruik als jeugdhonk (fritidsgård).
Architectuur in Ljusnarsberg
De meeste oude gebouwen zijn van hout. Deze worden meestal beschermd met rode verf die in de mijnen van Falun geproduceerd wordt. Deze kookverf is zeer populair in Zweden en veel Zweedse gebouwen zijn dan ook in zogeheten falurood of Zweeds rood geverfd. Een fraai voorbeeld van deze architectuur is het raadshuis (Tingshus). De gemeenteraad komt maandelijks bijeen in deze voormalige rechtszaal en ook de plaatselijke VVV is gevestigd in het Tingshus.

## Economie
De laatste mijn, Ljusnarsbergmijn, werd in 1975 gesloten door de toenmalige eigenaar Boliden. Deze mijn ligt aan de noordkant van Kopparberg en er zijn nog diverse overblijfselen van de werkzaamheden te bezichtigen. Tegenwoordig zijn veel inwoners van Kopparberg werkzaam in de openbare sector. Een grote plaatselijke onderneming is de brouwerij Kopparbergs Bryggeri, met meer dan 100 werknemers. Kopparbergs Bryggeri produceert bier voor de lokale Zweedse markt, maar hun belangrijkste product is cider (met of zonder alcohol) die ook naar landen als het Verenigd Koninkrijk en de VS geëxporteerd wordt, en via de IKEA-vestigingen zelfs naar Aziatische landen.

## Verkeer en vervoer
Bij de plaats lopen de Riksväg 50, Riksväg 63 en Länsväg 233.
De plaats heeft een station aan de spoorlijn Gävle - Kil/Frövi.

## Voetnoten
1. ↑  (sv)  Tätort (17-02-2006). Zweeds Bureau voor Statistiek. Tätorter 2005. Bezocht op 13 april 2009.
2. ↑  (sv)  Informatie over Stora Gården[dode link]